# Métacaractère
Un métacaractère (en anglais, wildcard ou joker) est un type de caractère informatique utilisé lors de la recherche d'un mot ou d'une expression incomplète sur un réseau informatisé, ordinateur ou internet.
Le métacaractère remplace généralement la fin ou le début du mot recherché. Les caractères de remplacement les plus couramment utilisés sont : *, ?, %.

## Exemples
En SQL (expression LIKE), le métacaractère représentant zéro, un ou plusieurs caractères quelconques, est %, tandis que celui représentant exactement un caractère est le _.
Sous Unix, le shell et la commande find permettent d'utiliser dans le motif de recherche de fichiers * pour représenter zéro, un ou plusieurs caractères quelconques et ? pour représenter exactement un caractère.